# Shijō
Kaiser Shijō (jap. 四条天皇, Shijō-tennō; * 17. März 1231; † 10. Februar 1242) war der 87. Tennō von Japan (26. Oktober 1232–10. Februar 1242). Sein Eigenname war Mitsuhito (秀仁).
Er war der älteste Sohn von Kaiser Go-Horikawa, der ihm den Thron übergab, als Shijō ein Jahr alt war. Zwei Jahre nach seiner Krönung starb sein Vater, der nur 22 Jahre alt wurde. Regenten des Kaisers (Sesshō) waren Kujō Norizane (1232–1235), Kujō Michiie (1235–1237) und Konoe Kanetsune (1237–1242). Militärische Machthaber blieben aber die Minamoto als Shogune, während die Familie Hōjō im Hintergrund die tatsächliche Macht ausübte.
Shijō starb mit zehn Jahren an einer Krankheit, sein Nachfolger wurde sein Cousin Go-Saga.